# Ярцевка (река)
Ярцевка — река в России, протекает в Ивановской области. Устье реки находится в 46 км по левому берегу реки Ухтома. Исток реки около населённого пункта Сидорово Ильинского района Ивановской области. Длина реки составляет 16 км, площадь водосборного бассейна — 43,5 км². Не судоходна.

## Данные водного реестра
По данным государственного водного реестра России относится к Окскому бассейновому округу, водохозяйственный участок реки — Нерль от истока и до устья, речной подбассейн реки — бассейны притоков Оки от Мокши до впадения в Волгу. Речной бассейн реки — Ока.
Код объекта в государственном водном реестре — 09010300812110000032425.